# Art Shay
Art Shay (31 mars 1922 - 28 avril 2018) est un photographe et écrivain américain.

## Biographie
Né en 1922, Shay grandit dans le Bronx puis sert comme navigateur dans l'armée de l'air américaine pendant la Seconde Guerre mondiale, au cours de laquelle il effectue 52 missions de bombardiers. Shay a rejoint l'équipe du magazine Life en tant qu'écrivain et est rapidement devenu un photographe indépendant basé à Chicago pour Life, Time, Sports Illustrated et d'autres périodiques. Il photographie sept présidents américains et de nombreuses personnalités majeures du XXe siècle. Shay écrit également des chroniques hebdomadaires pour divers journaux, plusieurs pièces de théâtre, des livres pour enfants, des livres d'instruction sportive et plusieurs livres d'essais photographiques. Les photographies de Shay sont vendues dans des galeries et font partie des collections permanentes de grands musées, dont la National Portrait Gallery et l'Art Institute of Chicago. De sa longue amitié avec l'écrivain Nelson Algren Shay a tiré le livre Nelson Algren's Chicago. Ils se sont rencontrés en 1949 et ont collaboré à de nombreux projets, notamment des photos et un essai pour Holiday Magazine qu'Algren a ensuite transformé en un livre : Chicago: City on the Make. Shay a pris des photos célèbres de Simone de Beauvoir (nue et portrait) lors de sa visite à Chicago pour rejoindre Algren,. Shay a écrit une pièce sur la relation triangulaire d'Algren avec de Beauvoir et Jean-Paul Sartre, qui a été lue sur scène à Chicago en 1999. Une autre collection du travail de Shay avec Nelson Algren est présentée dans le livre 2007 de Shay Chicago's Nelson Algren publié par Seven Stories Press . Le documentaire de 2014 de Montrose Pictures, Algren -The Movie, présentait plus de 100 nouvelles images d'Algren de la collection de Shay.
Shay publie plus de 75 livres sur divers sujets. À la fin des années 1960 et au début des années 1970, il écrit deux séries de livres illustrés de photographie pour enfants publiés par Reilly &amp; Lee . Shay's What It's Like to Be A ... série de livres expliquait diverses professions, notamment médecin, pompier, pilote, policier, infirmier, enseignant, dentiste, musicien et producteur de télévision. La série de livres What Happens de Shay expliquait des concepts tels que ce qui se passe lorsque vous construisez une maison, dépensez de l'argent, allumez une lumière et allumez le gaz. D'autres livres de la série "What Happens ..." de Shay incluaient ce qui se passe au zoo, dans une station-service, dans un journal, dans un hôpital pour animaux, au cirque, dans un gratte-ciel, à la foire d'État et à une météo station. En 2002, The University of Illinois Press publie les essais photographiques de Shay, Animals et, en 2003, Couples.
La comédie de Shay intitulée A Clock for Nikita est produite et diffusée au Stagelight Theatre de Buffalo Grove, Illinois, du 7 avril au 3 mai 1964. Son autobiographie de 2000 est intitulée Album for an Age: Unconventional Words and Pictures from the 20th Century. En 2002, l'American Theatre Company de Chicago a mis en scène la pièce autobiographique de Shay, Where Have You Gone, Jimmy Stewart?, réalisé par Mike Nussbaum.
En 2007, Shay a sa première grande rétrospective de ses photographies en noir et blanc qui a duré six mois au Chicago History Museum : « The Essential Art Shay : Selected Photographs ». En 2008, le Museum of Contemporary Art de Chicago a organisé une exposition de photographies intitulée Art Shay: Chicago Accent qui comprenait des pièces entre 1949 et 1968 du travail de Shay tout en travaillant avec la «classe inférieure» d'Algren de Chicago.
En 2010, la Thomas Master's Gallery de Chicago présente la première exposition de Shay exclusivement de ses photographies en couleur « Art Shay : True Colors »,. En 2012, Shay a été intronisé au National Racquetball Hall of Fame.
Depuis l'ouverture en 1976 du Northbrook Court Mall à Northbrook, dans l'Illinois, Shay tient une chronique de la vie au centre commercial. Il a également travaillé sur un projet consacré à la vie de Billy Corgan des Smashing Pumpkins. Depuis fin 2010, Shay a écrit un blog photo hebdomadaire "From the Vault of Art Shay" sur Chicagoist.
Le 2 février 2015, Seven Stories Press publie le dernier livre de Shay, My Florence, un livre d'images relatant la vie de sa défunte épouse Florence à Chicago au XXe siècle.
Shay meurt en avril 2018, à l'âge de 96 ans, à Deerfield, Illinois, d'une crise cardiaque.

## Publications
- My Florence, New York, Seven Stories Press, 2015.